# Thalictrum uncatum
Thalictrum uncatum är en ranunkelväxtart som beskrevs av Carl Maximowicz. Thalictrum uncatum ingår i släktet rutor, och familjen ranunkelväxter. Utöver nominatformen finns också underarten T. u. angustialatum.